# فرودگاه استاول
فرودگاه استاول (به انگلیسی: Stawell Airport) یک فرودگاه همگانی با کد یاتا SWC است که یک باند فرود آسفالت دارد و طول باند آن ۱۴۰۳ متر است. این فرودگاه در کشور کانادا قرار دارد و در ارتفاع ۲۳۶ متری از سطح دریا واقع شده است.